# Konrad Rheindorf
Konrad Rheindorf, född 11 juni 1896 i Birmingham, var en tysk överstelöjtnant i Schutzpolizei (Schupo). Under andra världskriget var han år 1944 kommendör för Ordnungspolizei i distriktet Lublin i Generalguvernementet.
Rheindorf var därtill befälhavare för SS-Polizei-Regiment 25 som fungerade som Odilo Globocniks livvakt och även Heinrich Himmlers livvakt, när denne besökte distriktet Lublin. Rheindorf befann sig på sjukhus i Lublin, när Röda armén befriade staden och hamnade i sovjetisk krigsfångenskap. Han frisläpptes 1956.